# 7226 Крил
7226 Крил (7226 Kryl) — астероїд головного поясу, відкритий 21 серпня 1984 року.
Тіссеранів параметр щодо Юпітера — 3,165.